# دختر دراکولا
دختر دراکولا (انگلیسی: Dracula's Daughter) فیلمی ترسناک وخون‌آشامی به کارگردانی لمبرت هیلیر ساخته سال ۱۹۳۶ است. این فیلم که محصول شرکت یونیورسال پیکچرز است دنباله فیلم دراکولا می‌باشد.

## بازیگران
- اوتوی کروگر در نقش Dr. Jeffrey Garth
- گلوریا هولدن در نقش Countess Marya Zaleska, Dracula's daughter
- مارگریت چرچیل در نقش Janet Blake
- اروینگ پیکل در نقش Sandor
- هالیول هوبس در نقش Hawkins
- بیلی بوان در نقش Albert
- نان گری در نقش Lili
- هدا هاپر در نقش Lady Esme Hammond
- کلود الیستر در نقش Sir Aubrey
- گیلبرت امری در نقش Sir Basil Humphrey, Scotland Yard
- ادوارد وان اسلون  در نقش آبراهام ون هلسینگ
- ادگار نورتون در نقش Hobbs, Sir Humphrey's butler
- ای.ای. کلایو در نقش Sergeant Wilkes
- کریستین راب در نقش Coachman (uncredited)
- ورنان استیل در نقش Squires (uncredited)
- Fred Walton در نقش Dr. Beemish (uncredited)

منبع: